# Michael Clarke (musicien)
Pour les articles homonymes, voir Michael Clarke.
Michael Clarke est un batteur américain né le 3 juin 1946 à Spokane, dans l'État de Washington, et mort le 19 décembre 1993 à Treasure Island, en Floride. Il a joué au sein des groupes The Byrds, The Flying Burrito Brothers et Firefall.

## Biographie
Michael Clarke est le premier batteur des Byrds, de 1964 à 1967. Après son départ, il participe à la fondation des Flying Burrito Brothers avec Chris Hillman et Gram Parsons. Il participe à tous les albums du groupe, y compris après le départ de Parsons. Lorsque le groupe se sépare, en 1973, il fonde le groupe Firefall avec le remplaçant de Parsons au sein des Flying Burrito Brothers, Rick Roberts. Il reste membre de Firefall jusqu'en 1980.
Dans les années 1980, Michael Clarke utilise le nom des Byrds sans l'accord des autres membres du groupe, donnant lieu à une bataille juridique dont il sort gagnant. Il se produit sous le nom « The Byrds featuring Michael Clarke ». Il meurt en 1993 d'une insuffisance hépatique, conséquence de son alcoolisme[réf. souhaitée].

## Discographie

### Avec les Byrds
- 1965 : Mr. Tambourine Man
- 1965 : Turn! Turn! Turn!
- 1966 : Fifth Dimension
- 1967 : Younger Than Yesterday

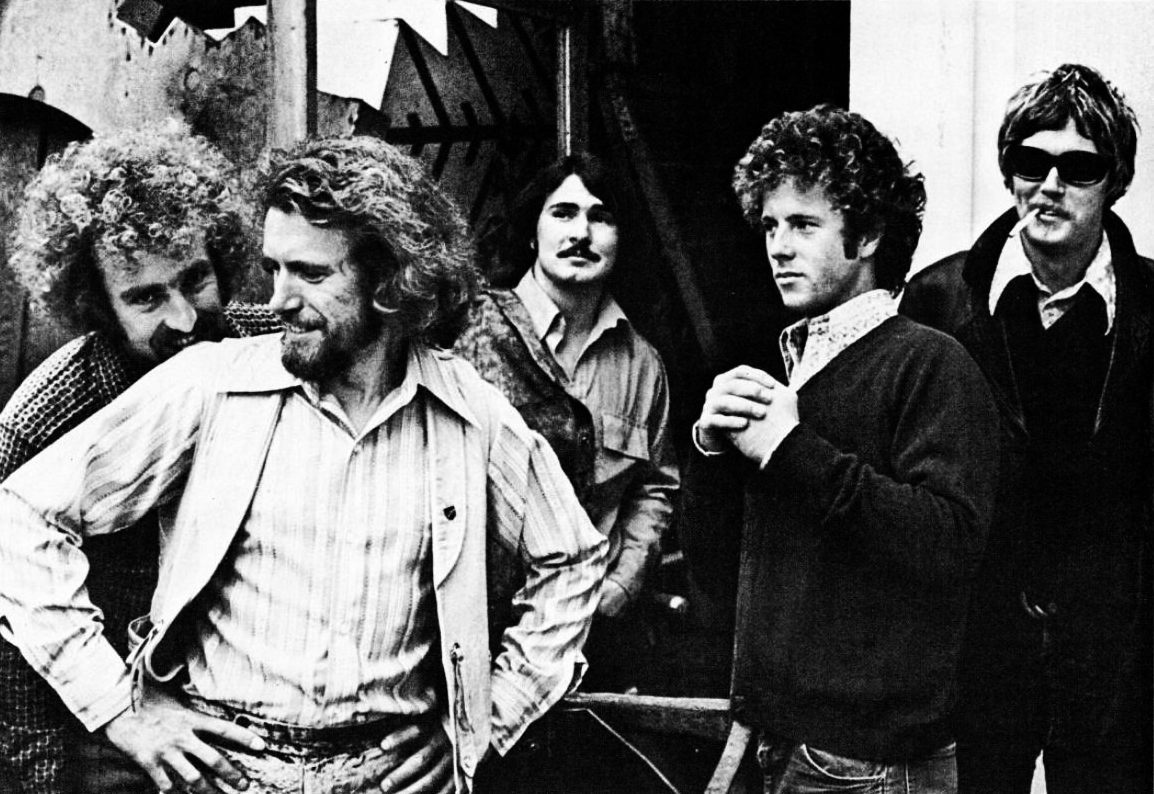
Les Flying Burrito Brothers en 1971. Michael Clarke est au centre.

- 1968 : The Notorious Byrd Brothers
- 1973 : Byrds

### Avec les Flying Burrito Brothers
- 1970 : Burrito Deluxe
- 1971 : The Flying Burrito Bros
- 1972 : Last of the Red Hot Burritos

### Avec Firefall

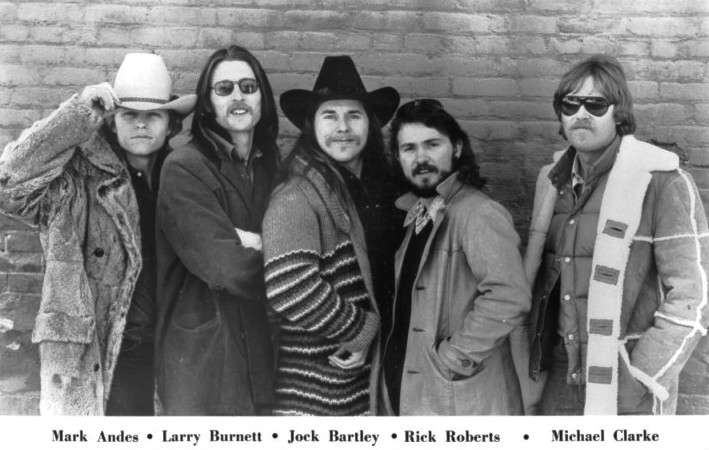
Firefall en 1977. Michael Clarke est le premier à droite.

- 1976 : Firefall
- 1977 : Luna Sea
- 1978 : Élan
- 1980 : Clouds Across the Sun
- 1980 : Undertow